# Lerista taeniata
Lerista taeniata — вид сцинкоподібних ящірок родини сцинкових (Scincidae). Ендемік Австралії.

## Поширення і екологія
Lerista taeniata широко поширені в посушливих внутрішніх районах Західної Австралії, Північної Території і Південної Австралії. Вони живуть в піщанихї пустелях і напівпустелях, порослиних низькорослими чагарниками і купинами трави, зокрема спінніфксом, віддають перевагу виступам скель і кам'янистим пагорбам.